# II. Bonifác pápa
II. Bonifác (latinul: Bonifacius), (? – 532. október 17.) volt az 55. pápa Rómában. A történelem első olyan pápája, akit nem választottak, hanem elődje nevezett ki. Ez a tény sok gondot okozott Bonifácnak pontifikátusa során. Amikor 530. szeptember 22-én felszentelték, jámbor és adakozó lelkű pápa került az egyházi hierarchia csúcsára.

## Élete
A Liber Pontificalis szerint eredetileg Sigisbaldnak hívták, tehát az első germán származású egyházfő volt. Tehetős római családból származott, aki már kora ifjúságától kezdve a papi hivatásnak szentelte életét. IV. Félix pápa pontifikátusa alatt archidiakónus lett, és az egyházi és világi hivatalok befolyásos ismerője. Sajátos „megválasztása” miatt sokan nem akarták elfogadni törvényes pápának. Ugyanis elődje, érezvén a közelgő halált meg akarta kímélni a gót és bizánci pártra szakadt Rómát és egyházat a választási harcoktól. Ezért még életében ki akarta jelölni utódját. Így 530 egyik nyári estéjén maga köré gyűjtötte Róma főpapjait, szenátorait és patríciusait, akiket épp elért, és jelenlétükben átadta Bonifácnak palliumát, amelyben őt jelölte meg utódjául. A pallium átadásakor minden jelenlévőt megesketett arról, hogy betartja Félix utolsó akaratát, azzal, hogy aki nem tartja be a pallium rendelkezéseit, azt ki kell közösíteni az egyházból. A pápa döntését mindenki tudomásul vette, de sokan nem értettek vele egyet. Úgy vélték, hogy a gót királyoknak így túlzott befolyásuk lesz az egyházi ügyekbe. Félixet Nagy Theuderik király helyezte a trónra. Az ő választottja pedig történetesen az új gót király, Athalarik jó barátja.
Így azok, akik ellenezték Bonifác megválasztását, egy diakónust, Dioszkuroszt tettek meg pápának. Mindkettőjüket 530. szeptember 22-én szentelték fel. Bonifácot a Julius-bazilikában, míg Dioszkuroszt a Lateránban. Ez is mutatja azt, hogy a klérus legnagyobb része az ellenpápát támogatta. Azonban az újabb skizma mindössze 22 napig tartott, ugyanis Dioszkurosz október 14-én meghalt. Bonifác ekkor zsinatot hívott össze, hogy megerősítse uralmát. Dioszkuroszt kiközösítette az egyházból, követőit pedig arra kényszerítette, hogy aláírjanak egy dokumentumot, amelyben őszinte sajnálatukat fejezik ki azért, mert az ellenpápát támogatták, de feltétlen engedelmességgel tartoznak majd II. Bonifác pápának. Azonban a tüske mégis ott maradt a klérus egyes tagjaiban, és gyakran nevezték törvénytelen pápának a háta mögött.
531-ben a Szent Péter-bazilikába hívott össze zsinatot, amelyen Bonifác bemutatta bulláját. Ebben megnevezte utódját, Vigilius diakónust. A zsinat a pápa nyomására megszavazta a bullát, és ígéretet tettek, hogy elfogadják majd az egyház vezetőjének. De a zsinat falain kívül nem támogatták sem Vigilius diakónust, sem az új „pápaválasztó” rendszert. Hamarosan a császár is rosszallását fejezte ki, így még abban az évben egy másik zsinaton érvénytelenítette a bullát, és felmentette Vigiliust tisztsége alól.
Pontifikátusának kezdetén megerősítette a második orange-i zsinat döntéseit, amelyben a szemipelagiánusok ellen foglalt állást. Ezt Caesarius arles-i érsek kérésére tette, aki régről fogva barátja volt Bonifácnak.
Jelentősebb egyházi feladatot jelentett az afrikai püspökök levele, akik a vandál uralom végén újjáépítették a keresztény egyház szervezetét Afrikában. A levélben azt kérték, hogy erősítse meg a karthágói érsek primátusát a térségben. A keleti egyházakat is érintette egyik intézkedése. Bonifác ugyanis ismét ki akarta harcolni a római pápák közvetlen primátusát Illíriában. Miután Epiphanius, konstantinápolyi pátriárka szabálytalannak ítélte meg István megválasztását a thesszáliai Lárisza érseki székébe, István a pápához fellebbezett ügyével. Ez kapóra is jött Bonifácnak, és 531 decemberében zsinatot hívott össze Rómába. A zsinat pontos döntéseit nem ismerjük, de az bizonyos, hogy Bonifác illíriai jogainak lefektetése játszotta a főszerepet.
Bonifác jótékonykodásairól is ismert volt Rómában. Amikor egy évig tartó éhínség tört rá a városra, a pápa többször osztott ennivalót a szegények között. Végül 532. október 17-én halt meg. Testét a Szent Péter-bazilika kriptájában helyezték örök nyugalomra.

## Művei
- Documenta Catholica Omnia (latin nyelven). (Hozzáférés: 2011. december 6.)